# Michael Holt (snookerzysta)
Michael Holt (ur. 7 sierpnia 1978 roku w Nottingham) snookerzysta angielski. Plasuje się na 37. miejscu pod względem zdobytych setek w profesjonalnych turniejach, w sierpniu 2025 miał ich łącznie 244.
Pseudonim „The Hitman”. Swoją profesjonalną karierę rozpoczął w 1996 roku. W sezonie 2004/2005 zajął 29. miejsce w rankingu - co dało mu prawo startu w Mistrzostwach świata w roku 2006 w Sheffield, gdzie odpadł w pierwszej rundzie z Peterem Ebdonem. Największym sukcesem Holta było dojście do ćwierćfinałów podczas turnieju UK Championship w roku 1999. Najwyższy break Holta to 145 punktów podczas UK Championship w 2005 roku. Jego przeciwnikiem był wtedy Ricky Walden. Znany z zabawnych min przedstawiających jego zagrania. Młodszy brat Michaela, Matthew Holt gra w zespole rockowym „The Kull” na gitarze basowej. 
Prowadzi na stronie Światowego Związku Snookera swój oficjalny blog „The Hitman diary”.